# Agonita tristis
Agonita tristis es un coleóptero de la familia Chrysomelidae.
Fue descrita científicamente por primera vez en 1962 por Chen & Sun.